# London XI
London XI var ett engelskt fotbollslag som representerade London i den första säsongen av Mässcupen, 1955–1958. Laget tog sig till final i turneringen, men förlorade där mot spanska FC Barcelona.
London XI bestod av ett urval av spelare från fotbollsklubbarna i London, såsom målvakten Jack Kelsey från Arsenal, Jimmy Greaves från Chelsea och Johnny Haynes från Fulham. I gruppspelet ställdes laget mot representationslag från schweiziska Basel och västtyska Frankfurt am Main. London XI vann samtliga matcher bortsett från en förlust i Frankfurt, och kvalificerade sig därmed för semifinal mot schweiziska Lausanne. Lausanne vann första mötet på hemmaplan med 2–1, men tack vare London XI:s bortamål räckte 2–0 på hemmaplan för att vinna dubbelmötet med 3–2 och gå vidare till finalen mot FC Barcelona.
Finalen inleddes på London XI:s hemmaplan Stamford Bridge, en match som slutade 2–2 efter att London XI kvitterat två gånger om. Returen i Barcelona skulle inte bli lika jämn, då hemmalaget segrade med 6–0 och därmed vann turneringen efter totalt 8–2 i finalen.